# Sebečevo
Sebečevo (en serbe cyrillique : Себечево) est un village de Serbie situé sur le territoire de la Ville de Novi Pazar, district de Raška. Au recensement de 2011, il comptait 825 habitants.

## Démographie

### Évolution historique de la population
| 1948  | 1953  | 1961  | 1971  | 1981  | 1991  | 2002 | 2011 |
| ----- | ----- | ----- | ----- | ----- | ----- | ---- | ---- |
| 1 254 | 1 417 | 1 465 | 1 305 | 1 351 | 1 096 | 897  | 825  |

|  |